# Dasyprocta fuliginosa
Агуті чорний (Dasyprocta fuliginosa) — вид гризунів родини агутієвих, що зустрічається в таких країнах: Бразилія, Колумбія, Еквадор, Гаяна, Перу, Суринам, Венесуела.

## Етимологія
грец. Δασύς, латиніз. Dasys — волохатий і грец. πρωκτός, латиніз. proktos — анус; також це слово використовується для позначення крупу тварини. Тому є два тлумачення етимології цього слова: «волохатий анус» або «волохатий круп». Етимологія назви виду: лат. Fuligo — родовий відмінок від fuliginis, сажа і лат. osus — суфікс, що означає «повний», тобто «fuliginosa» — «обтрушений сажею», натякаючи на темно-сірий колір його хутра.

## Морфологія
Довжина голови й тіла: 542—760, довжина задньої лапи: 120—143, довжина вуха: 36—49. Середніх розмірів гризун. Шерсть на спині довга і товста, особливо на задній частині. Колір волосся варіює від світло-помаранчевий і різних тонів коричневого до майже чорного, але деякі волоски на кінчиках мають біле забарвлення. Шия має невеликий гребінь дещо довшого чорного волосся, горло ж із сильною домішкою матово-білого забарвлення. Живіт темно-коричневий із памороззю. Самки мають чотири пари молочних залоз.

## Поведінка
Наземний, денний, однак у районах, сильно потурбованих людиною, може проявляти частково нічну активність. Харчується плодами та горіхами. У межах своєї території ці агуті створюють запаси продовольства, кладучи його в невеликі ями, які вони викопують, а потім заривають. Дорослі самки захищають частину їх території, коли їжі не вистачає. Потомство може допускатись на територію проживання батьків. Дорослий самець захищає таку велику площу, яку може захистити від інших дорослих самців, тим чином забезпечуючи проживання свого потомства на підконтрольній території. При високій щільності населення діапазони самців і самок можуть збігатися, таким чином це створює видимість життя у парах. Коли його потурбувати, чорний агуті подає гавкаючий звук, щоб попередити членів сім'ї про потенційного хижака, підіймає довге волосся на крупу, збільшуючи свій видимий розмір. При зустрічі з боа (Boa constrictor), вони сидять на відстані і барабанять задньою ногою, залучаючи інших членів сім'ї, які приєднуються і теж тарабанять поки змія боа не піде.

## Репродукція
Репродукція може мати місце цілий рік. Вагітність триває від 104 до 120 днів. Потомство складається з одного або двох, рідко, трьох дитинчат. Новонароджені повністю опушені, можуть ходити в першу годину життя, їхні очі відкриті. Годування молоком триває протягом двадцяти тижнів.